# Miễn, Hán Trung
Miễn (chữ Hán phồn thể:勉縣, chữ Hán giản thể: 勉县, tên cổ là huyện Miện và năm 1986 đổi tên như hiện nay, âm Hán Việt: Miễn huyện) là một huyện thuộc địa cấp thị Hán Trung, tỉnh Thiểm Tây, Cộng hòa Nhân dân Trung Hoa. Huyện này có diện tích 2406 ki-lô-mét vuông, dân số năm 2002 là 420.000 người. Về mặt hành chính, huyện Miễn được chia thành 30 trấn và hương.
- Trấn: Miễn Dương, Chu Gia Sơn, Đồng Câu Tự, Tân Nhai Tử, Lão Đạo Tự, Định Quân Sơn, Ôn Tuyền, Nguyên Đôn, Tân Phô, Trà Điếm, Vũ Hầu, Hoàng Sa, Bao Thành, Trường Lâm, Kim Tuyền, Phụ Xuyên, Thanh Dương Dịch.
- Hương: Tất Thụ Bá, Tiểu Hà Miếu, Thổ Quan Phô, Tiểu Biêm Hà, Bạch Vân Tự, Trường Câu Hà, Trấn Xuyên, Nhị Đạo Hà, Dương Gia Sơn, Hỏa Thần Miếu, Kim Hoa Miếu, Phù Bá, Trương Gia Hà.